# Phillip Nyasulu
Phillip Nyasulu (* 14. August 1978) ist ein malawischer Fußballspieler auf der Position eines Torwarts. Zwischen 2002 und 2004 kam er in nachweislich zumindest 23 Länderspielen der malawischen Fußballnationalmannschaft zum Einsatz. Nach dem Ende seiner aktiven Laufbahn war er unter anderem auch als Torwarttrainer tätig.

## Spielerkarriere

### Verein
Phillip Nyasulu wurde am 14. August 1978 geboren. Über seine frühe Karriere ist kaum etwas bekannt. Zur Saison 2001/02 spielte er bei den ADMARC Tigers aus der südmalawischen Stadt Blantyre und beendete die Spielzeit mit dem Team auf Rang 6. Um diese Zeit sind auch seine erste Länderspieleinsätze für sein Heimatland nachweisbar. In der Datenbank von National-Football-Teams.com scheint Nyasulu zumindest in den Spielzeiten 2002/03, 2004, 2005/06 und 2006 als Spieler der ebenfalls in Blantyre ansässigen MTL Wanderers (heute Mighty Wanderers) auf. In dieser Zeit wurde er mit den Wanderers drei Mal malawischer Vizemeister und gewann 2006 die höchste malawische Fußballliga. Danach verläuft sich Nyasulus Spur. Irgendwann im Laufe seiner Karriere dürfte er laut malawischen Medien für den simbabwischen Erstligisten CAPS United gespielt haben.

### Nationalmannschaft
Seinen ersten nachweisbaren Einsatz in der malawischen Nationalmannschaft hatte Nyasulu am 8. Juli 2002 in einem Freundschaftsspiel gegen Simbabwe. Beim 2:2-Remis wurde er vom dänischen Trainer Kim Splidsboel eingesetzt und war auch Mitglied der malawischen Nationalauswahl, die am COSAFA Cup 2002 teilnahm. Beim Finale, das in einem Hin- und einem Rückspiel ausgetragen wurde, kam Nyasulu im Rückspiel gegen Südafrika zum Einsatz und verlor mit Malawi mit einem Gesamtergebnis von 1:4. Gleich im Anschluss nahm er mit seinem Heimatland an der Qualifikation zum Afrika-Cup 2004 teil und absolvierte dabei das erste Gruppenspiel gegen Angola, das in einem 1:0-Sieg Malawis endete. Nachdem er davor im Februar und März 2003 an drei freundschaftlichen Länderspielen gegen die DR Kongo und Simbabwe teilgenommen hatte, bestritt er am 29. März 2003 mit den Flames, so der Spitzname des malawischen Nationalteams, vor rund 60.000 Zuschauern das zweite Gruppenspiel der Afrika-Cup-Qualifikation gegen Nigeria.
Bereits in der Vorbereitung darauf in einem Freundschaftsspiel gegen Lesotho zum Einsatz gekommen, absolvierte Nyasulu für sein Heimatland im Mai 2003 das Viertelfinalspiel im COSAFA Cup 2003 gegen Botswana, das erst im Elfmeterschießen zugunsten Malawis ausging. Im Juni und Juli 2003 absolvierte er mit seinem Heimatland die beiden letzten Gruppenspiele der Afrika-Cup-Quali gegen Nigeria und Angola, die beide deutlich verloren wurde. Mit lediglich drei erreichten Punkten verpassten die Flames die Qualifikation zur Anfang des Jahres 2004 in Tunesien ausgetragenen Endrunde. Zumindest etwas erfolgreicher lief es für Malawi in den abschließenden Spielen des COSAFA Cups 2003 zwischen August und Oktober 2003. Als Stammtorhüter absolvierte Nyasule das Halbfinale gegen Sambia, konnte sich nach dem Elferschießen im Viertelfinale auch in diesem als „Elfmeterheld“ beweisen und zog ins Finale gegen Simbabwe ein. Nach zwei Treffern im Hinspiel bei einer 1:2-Niederlage musste er im Rückspiel des Finales neuerlich zwei Tore (bei einer 0:2-Niederlage) hinnehmen und scheiterte damit ein weiteres Mal mit seinem Heimatland an einem Titelgewinn.
Nur wenige Tage nach der Finalniederlage im COSAFA Cup absolvierte Nyasulu mit Malawi das Erstrundenhinspiel in der CAF-Qualifikation zur WM 2006 gegen Äthiopien, das mit einem 3:1-Sieg der malawischen Auswahl endete. Ein 0:0-Remis im Rückspiel einen knappen Monat später sicherte das Weiterkommen in der WM-Qualifikation des afrikanischen Verbandes. Nach einem 2:0-Erfolg über Sambia in einem Freundschaftsspiel am 22. Mai 2004 startete Nyasulu als Nr. 1 im Tor Malawis Anfang Juni 2004 in die zweite Runde und damit die Gruppenphase der WM-Qualifikation. Wenige Tage nach einem 1:1-Remis im ersten Gruppenspiel gegen Marokko absolvierte Nyasulu mit seinem Heimatland das Viertelfinale des COSAFA Cups 2004 gegen Mosambik, das in einer 0:2-Niederlage Malawis endete. Nachdem er beim sechs Tage später stattfindenden zweiten Gruppenspiel der WM-Quali gegen Botswana Swadic Sanudi den Vortritt lassen musste, kam Nyasulu im dritten Gruppenspiel, einem 1:1-Remis gegen Guinea Anfang Juli 2004, wieder zum Einsatz. In den Tagen darauf absolvierte er zwei Freundschaftsspiele gegen Swasiland und absolvierte zwei Monate später das dritte Gruppenspiel der WM-Qualifikation gegen Kenia und musste hier die erste Niederlage (2:3) für Malawi hinnehmen.
Danach schien Nyasulu, der zwischen 2002 und 2004 Stammtorhüter seines Heimatlandes war, laut national-football-teams.com in keinen offiziellen Länderspielen mehr auf. Sein Heimatland scheiterte im weiteren Verlauf der CAF-Qualifikation zur Weltmeisterschaft 2006 an der Konkurrenz, konnte bei zehn Gruppenspielen nur einen Sieg sowie drei Unentschieden einfahren und belegte am Ende den sechsten und damit letzten Platz der Gruppe E. Was zu dem plötzlichen Cut führte, sodass Nyasulu nie mehr in einem Länderspiel Malawis aufschien, geht nicht hervor.

## Trainerkarriere
Über den weiteren Karriereverlauf Nyasulus ist nichts Näheres bekannt, jedoch dürfte er im Laufe der Jahre zu einem Torwarttrainer geworden sein. Um das Jahr 2012 war er Torwarttrainer bei CIVO United, verließ den Klub jedoch im Zuge der Entlassung von „Sir“ Alex Masanjala im November 2012.
Ab Januar 2014 hatte er an der Seite von Cheftrainer Young Chimodzi, Co-Trainer Jack Chamangwana und Teammanager Franco Ndawa seine Tätigkeit als Torwarttrainer der malawischen Fußballnationalmannschaft übernommen. Seine Position als Trainer der malawischen Nationalteamtorhüter behielt er vorerst auch nach der Verpflichtung von Ernest Mtawali als neuer malawischer Cheftrainer bei. Bereits im September 2015 wurde Nyasulu als Torwarttrainer des malawischen Nationalteams entlassen und durch Swadic Sanudi von den Nyasa Big Bullets ersetzt. In der Folgezeit gab es Gerüchte, dass die Entlassung Nyasulus die Entscheidung Ernest Mtawalis, des damaligen Cheftrainers, den Torhüter Simplex Nthala anstelle des jüngeren Richard Chipuwa zurückzuholen, beeinflusst haben könnte. Um das Jahr 2016 schien er nicht nur als Torwarttrainer bei CIVO United, sondern an der Seite des Trainers Gerald Phiri und des Co-Trainers Enos Chatama als Torwarttrainer der malawischen U-20-Nationalmannschaft auf und nahm mit der Mannschaft unter anderem am COSAFA U-20-Cup 2016 in Südafrika teil.
Nachdem Phiri nur kurze Zeit später anlässlich der Eröffnung des durch China finanzierten Bingu National Stadium bei einem inoffiziellen Länderspiel zwischen Malawi und China als Trainer fungiert hatte, wurde Phiri, der nebenbei auch die Azam Tigers trainierte, Mitte März 2017 offiziell zum Cheftrainer der malawischen Fußballnationalmannschaft ernannt. Phiri holte Nyasulu als Torwarttrainer zurück in den Trainerstab des malawischen Nationalteams und ergänzte diesen mit Deklerk Msakakuona von den Blue Eagles als Co-Trainer und dem Besitzer der Premier Bet Wizards Peter Mponda als Teammanager. Nur wenige Tage später war Phiri seinen Posten wieder los und wurde durch den Belgier Ronny Van Geneugden ersetzt, verblieb jedoch zusammen mit Msakakuona als Co-Trainer, Nyasulu als Torwarttrainer und Mponda als Teammanager vorerst noch im Trainerstab. Anlässlich der Qualifikationsspiele Malawis zur Afrikanischen Nationenmeisterschaft 2018 gehörte der einstige malawische Stammtorhüter noch zum Trainerstab, wurde jedoch im Mai 2017 von Ronny Van Geneugden von seinen Pflichten entbunden und zum wiederholten Male in seiner Karriere durch Swadic Sanudi ersetzt.
Im Jahr 2017 verblieb Nyasulu jedoch weiterhin als Torwarttrainer der malawischen U-20-Nationalmannschaft. Mit dem Team nahm er unter anderem am COSAFA U-20-Cup 2017 in Südafrika teil und schied mit der Mannschaft als Zweiter der Gruppe A bereits frühzeitig aus dem Turnier aus.
Nachdem er davor bereits seit rund zwei Jahren Torwarttrainer des Team gewesen sein soll, wurde Nyasulu nach dem Abgang von Meke Mwase Ende Juni bzw. Anfang Juli 2019 zum Interimstrainer des damaligen malawischen Erstligisten TN Stars FC ernannt. Dieses Amt hatte er bis zur Verpflichtung von Joseph Malizani im März 2020 interimistisch inne. Davor hatte Nyasulu das Spieljahr 2019 mit der Mannschaft auf dem achten Tabellenplatz im Endklassement beendet.
Um das Jahr 2022 war Nyasulu Torwarttrainer der Scorchers, der malawischen Frauenfußballnationalmannschaft.

## Erfolge
mit den MTL Wanderers
- 3× Malawischer Vizemeister: 2002/03, 2004 und 2005/06
- 1× Malawischer Meister: 2006
- 1× Malawischer Pokalsieger: 2005

mit der malawischen Nationalmannschaft
- 2× COSAFA-Cup-Finalist: 2002 und 2003